# Chandannagar
Chandannagar, Chandernagore, Chandernagor, Chandarnagar o Chandanagar, en francès Chandernagor, en bengalí: চন্দননগর Chôndonnôgor) és una ciutat i antiga colònia francesa a uns 30 km al nord de Calcuta a Bengala Occidental. La seva superfície és de 19 km² i la població a l'entorn de 150.000 habitants (2001; el 1901 eren 25.000). És a la riba del riu Hugli i a poca distància de Chinsura. L'establiment francès es va fundar vers el 1673 amb permís del nawab de Bengala Ibrahim Khan, sent evacuada al cap de poc temps i refundada el 1688. Va adquirir importància sota Dupleix nomenat governador el 1730. El 1757 fou bombardejada pels britànics (almirall Watson) i una força terrestre dirigida per Robert Clive va capturar les fortificacions (23 de març de 1757) que foren demolides. Fou retornada als francesos per la pau del 1763 però conquerida per segona vegada el 1794. Restaurada per la pau d'Amiens (1802) fou ocupada novament el mateix any i conservada pels anglesos fins al 1816 quan fou definitivament restaurada a França junt amb un territori a la rodalia de 7,8 km². Va estar sota un subgovernador dependent del governador francès de l'Índia. El juny de 1948 un plebiscit va mostrar que el 97% de la població volia ser part de l'Índia (independent feia uns mesos) i el maig de 1950 França la va cedir a l'Índia de facto, signant la cessió oficial el 2 de febrer de 1951 i fent l'entrega formal el 9 de juny de 1952. El 2 d'octubre de 1955 va passar a formar part de l'estat de Bengala Occidental.